# Reichsbahn SG Gotenhafen
Die Reichsbahn SG Gotenhafen war während des Zweiten Weltkriegs ein kurzlebiger deutscher Sportverein aus der Stadt Gotenhafen (poln. Gdynia) im besetzten Polen.

## Geschichte
Die RSG nahm in der Saison 1944/45 an der Gauliga Danzig-Westpreußen teil, dort wurde die Mannschaft in die Gauklasse Staffel II Gotenhafen eingruppiert. Im Januar 1945 wurde der Spielbetrieb dann abgebrochen. Zu diesem Zeitpunkt stand die SG nach sieben gespielten Spielen und 12:2 Punkten auf dem ersten Platz der Liga. Spätestens am Ende des Zweiten Weltkriegs wurde der Verein aufgelöst.